# Landsbygdens Folk
Landsbygdens Folk är en finländsk svenskspråkig veckotidning.
Landsbygdens Folk berör främst lantbrukspolitik och landsbygdsfrågor. Tidningen utkommer i Helsingfors med hela Svenskfinland inklusive Åland som spridningsområde. Den grundades 1947 som språkrör och medlemstidning för Svenska lantbruksproducenternas centralförbund (SLC). Den kan också prenumereras av allmänheten och upplagan var drygt 9 000 exemplar år 2010. Bland chefredaktörerna märks Ulf Johansson (1990–2002) och Michael Godtfredsen.